# Poste du câble de Heart's Content
Le poste du câble de Heart's Content (anglais : Heart's Content Cable Station) est un ancien terminal d'un câble télégraphique transatlantique reliant Heart's Content dans la province de Terre-Neuve-et-Labrador au Canada à l'île de Valentia en Irlande.
Il est situé sur le terminal américain du premier câble télégraphique sous-marin viable, qui a été opérationnel à partir de 1866. Quant au poste, il a été construit en 1876 et agrandi en 1918. Il a été fermé durant les années 1960.
En 1974, il a été classé comme lieu historique provincial par la province de Terre-Neuve-et-Labrador. Il a été inscrit à la liste indicative du patrimoine mondial en 2017.

## Histoire
En 2017, le poste du câble de Heart's Content est inscrit sur la liste indicative du patrimoine mondial par le Canada.